# Bourdelles
Bourdelles ist eine französische Gemeinde mit 99 Einwohnern (Stand 1. Januar 2022) im Département Gironde in der Region Nouvelle-Aquitaine.

## Geografie
Das Dorf liegt rechts der Garonne, an der Grenze zum Département Lot-et-Garonne, 67 Kilometer südöstlich von Bordeaux und 24 Kilometer östlich von Langon. Die Bewohner nennen sich „Bourdellais“.
Die Nachbargemeinden sind La Réole im Nordwesten, Montagoudin im Norden, Mongauzy im Nordosten, Jusix im Osten, Meilhan-sur-Garonne im Südosten, Hure im Süden und Fontet im Westen. 

## Bevölkerungsentwicklung
| 1962 | 1968 | 1975 | 1982 | 1990 | 1999 | 2007 |
| ---- | ---- | ---- | ---- | ---- | ---- | ---- |
| 206  | 232  | 187  | 159  | 119  | 107  | 122  |

## Sehenswürdigkeiten
Die Kirche Saint-Seurin liegt auf dem Nullmeridian.

## Verkehr
16 Kilometer südlich von Bourdelles befindet sich ein Anschluss an die Autoroute A62.
La Réole, die nächste Ortschaft mit eigenem Bahnhof, ist 4,5 Kilometer von Bourdelles entfernt. Dort verläuft die Linie Bordeaux-Sète der SNCF. Sie wird mit Personenzügen des TER Aquitaine befahren.